# Pohoda

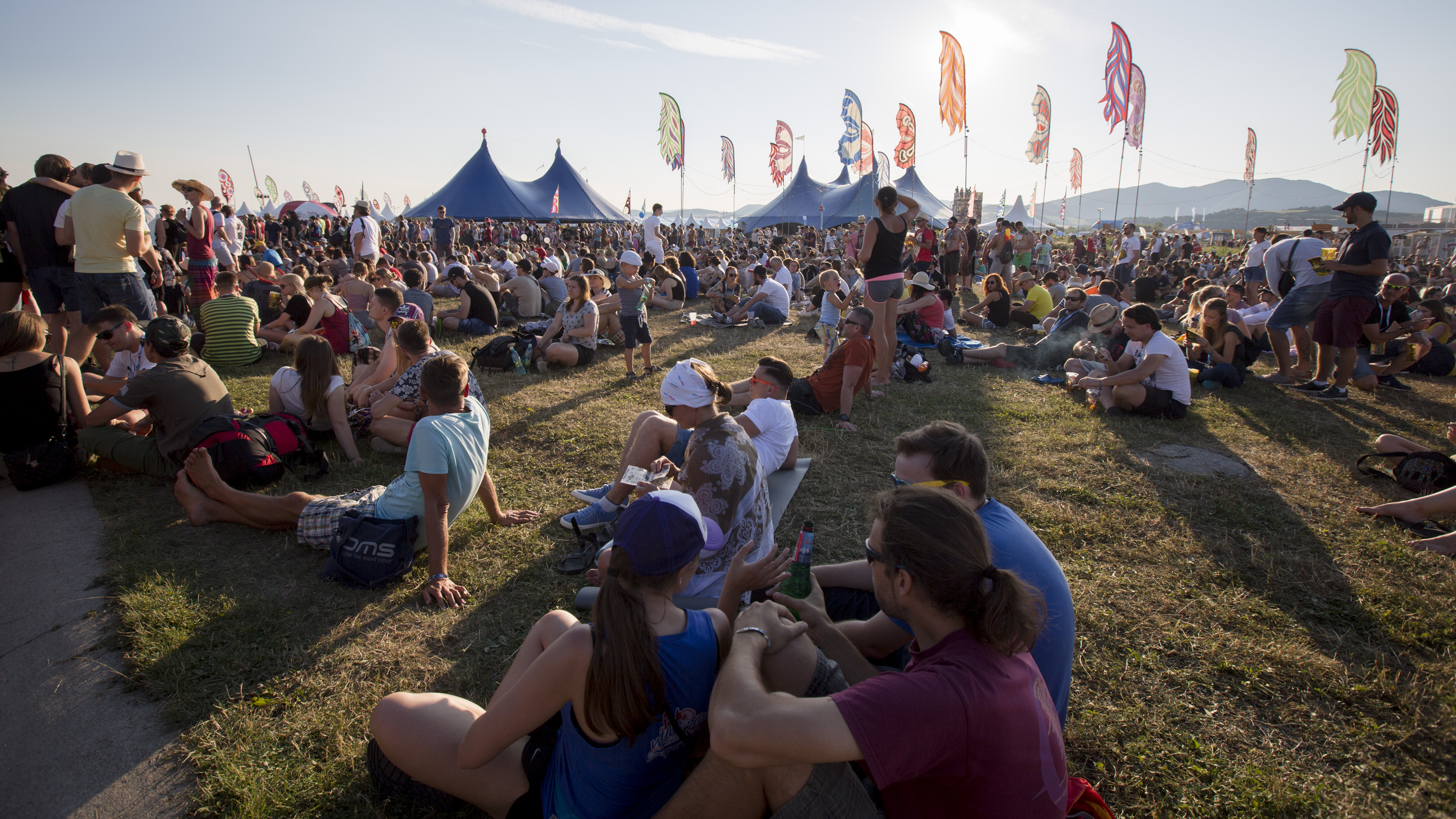
Pohoda im Jahr 2017

Pohoda (deutsch etwa „Wohlbefinden“ oder „Behaglichkeit“) ist ein Musikfestival in der Slowakei. Es findet seit 1997 jeden Sommer in Trenčín statt und ist zum bedeutendsten Musikfestival der Slowakei avanciert. Seit dem Jahr 2004 findet es auf dem Flughafen Trenčín statt.
Seit dem Jahr 2009 ist die Besucheranzahl auf 30.000 Personen begrenzt. Das Festival setzt auf eine ausgewogene Mischung von Kunst und Unterhaltung. Das Festival bevorzugt keinen bestimmten Musikstil.
Bekannte Bands, die auf dem Festival vertreten waren, sind unter anderem: The Prodigy, Garbage, Stereo MCs, Cardigans, Moloko, Cesária Évora, Fun Lovin’ Criminals, Bomfunk MC’s, Mando Diao, The Hives, Wu-Tang Clan und DJ Shadow.
Im 2014 war das Pohoda Festival unter den finalen Top 5 bei der Nominierung für die Arthur Awards neben den Festivals Latitude, Primavera Sound, Tomorrowland und Rock Werchter. Ebenfalls war das Pohoda Festival für die European Festival Awards (EFA) 2015 nominiert. Am 13. Juli 2024 musste das Festival abgebrochen werden, nachdem ein Unwetter die Bühneninstallationen verwüstet hatte.15 Personen wurden verletzt.